# Бустерна секція

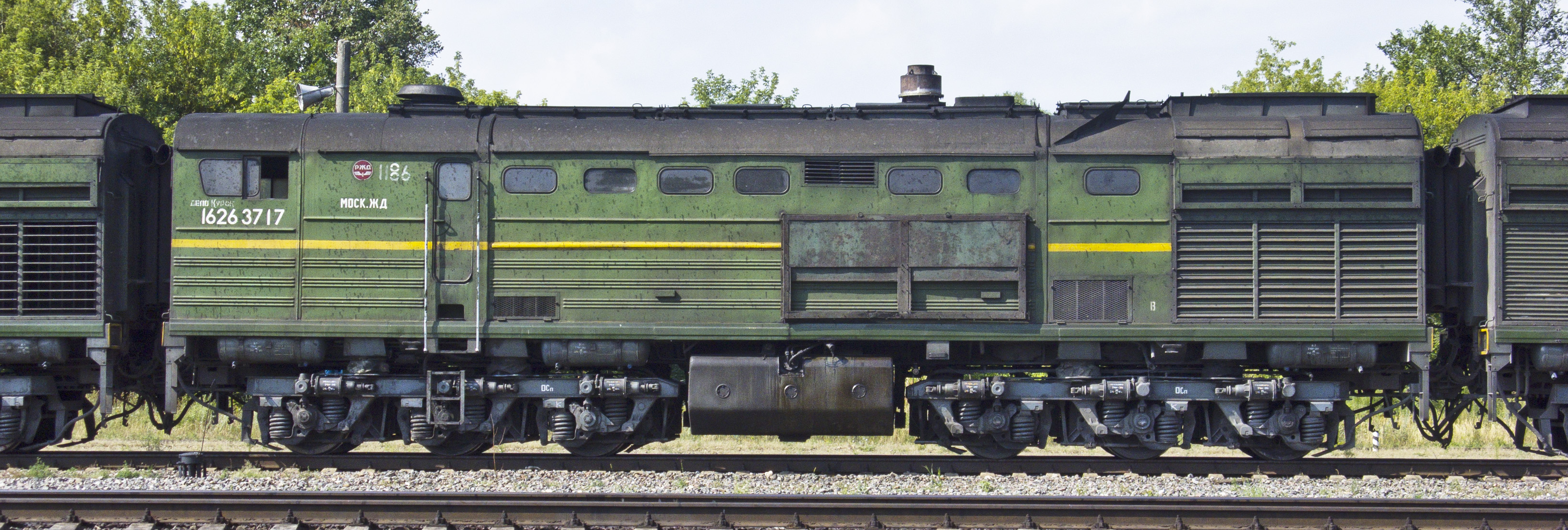
Бустерна секція тепловоза 3ТЕ10МК

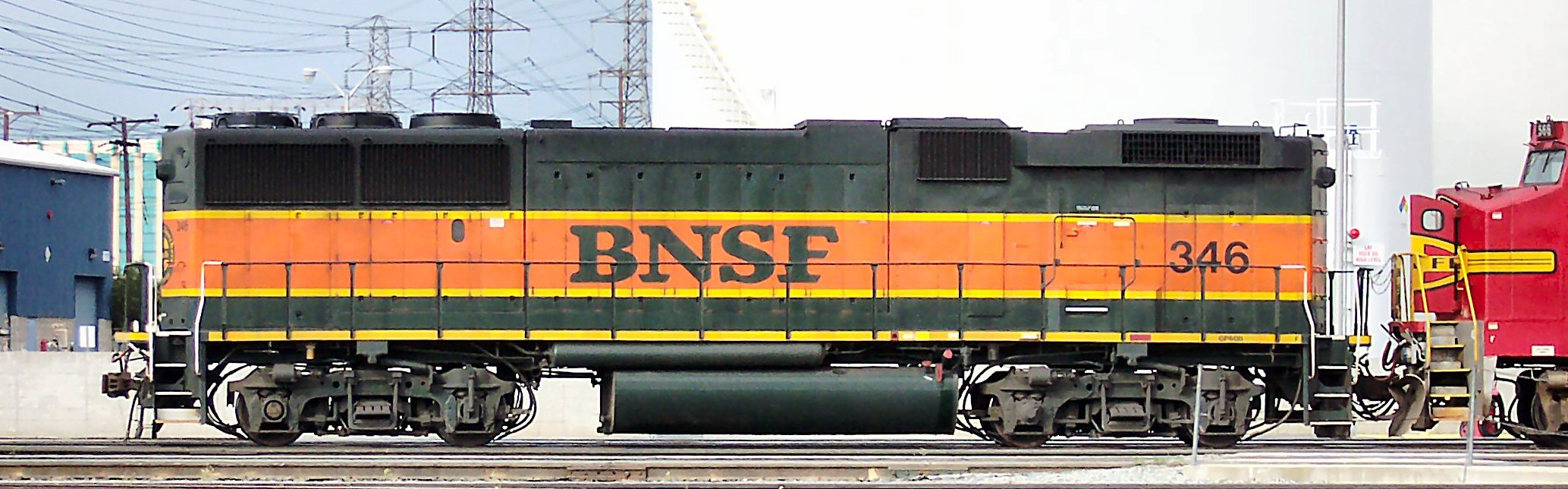
Бустерна секція GP60B залізниці BNSF

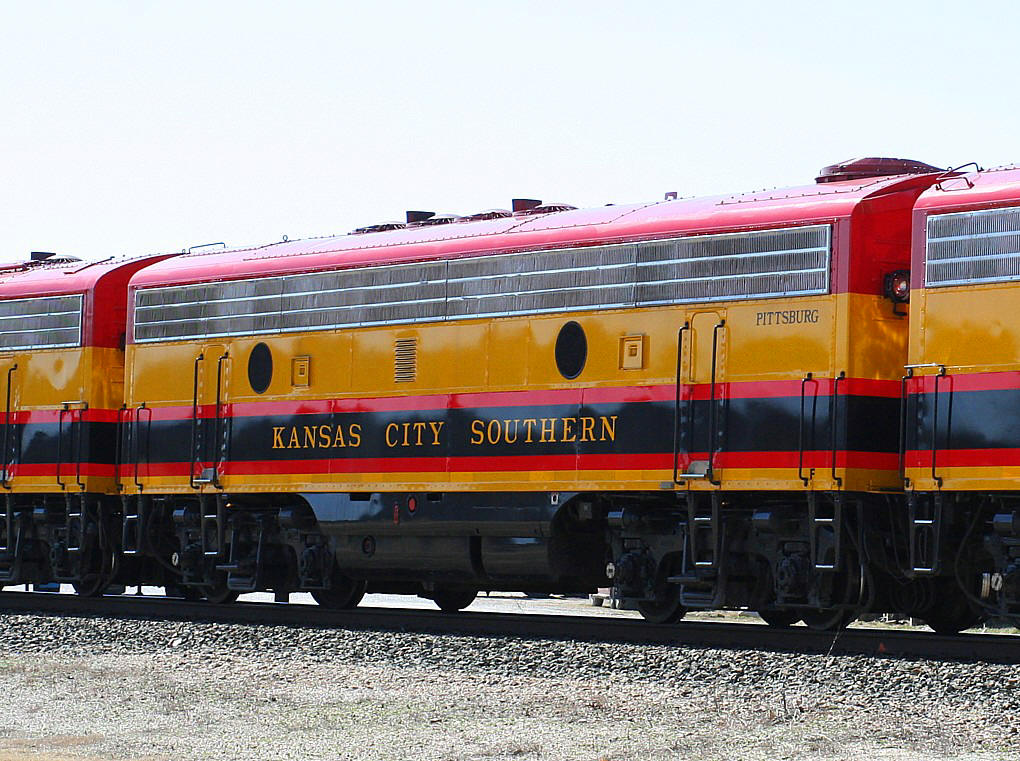
Бустерна секція F9B залізниці KCS

Бустерна секція, або бустер — секція локомотива, на якій відсутня кабіна управління, тому дана секція може експлуатуватися лише в зчепленні (по СБО) з головними, які обладнані кабіною. Найпоширеніша на американських залізницях. На залізницях інших країн бустерні секції застосовуються відносно рідко, через те, що їхня окрема експлуатація неможлива, або є складною. Часто бустерну секцію називають Середньою. Це не правильно, оскільки на багатьох локомотивах (наприклад 3ТЭ3) середні секції обладнані кабінами і можуть керуватися окремо. На американських залізницях бустерну секцію доволі часто називають секцією Б (англ. B unit).
В тягових агрегатах роль бустерів виконують вантажні або моторні вагони.

## Застосування
Відсутність кабіни управління дозволяє знизити вартість секції, при тому що потужність залишається незмінною. Тому бустерні секції поширені на залізницях, де активно застосовуються багатосекційні локомотиви. Це передусім залізниці США. Також бустерні секції, рідше застосовувалися на радянських залізницях, хоча їх можна було зустріти на Транссибірській і Байкало-Амурській магістралях.

## Дивись також
- Проміжний вагон